# Acanella microspiculata
Acanella microspiculata is een zachte koraalsoort uit de familie Isididae. De koraalsoort komt uit het geslacht Acanella. Acanella microspiculata werd in 1931 voor het eerst wetenschappelijk beschreven door Aurivillius. 